# HD 188405
Désignations
HD 188405 est une étoile binaire de la constellation de l'Aigle. La paire a une période orbitale d'environ 425 années et une séparation angulaire de 1,085.